# Ylinenjärvi, Övertorneå kommun

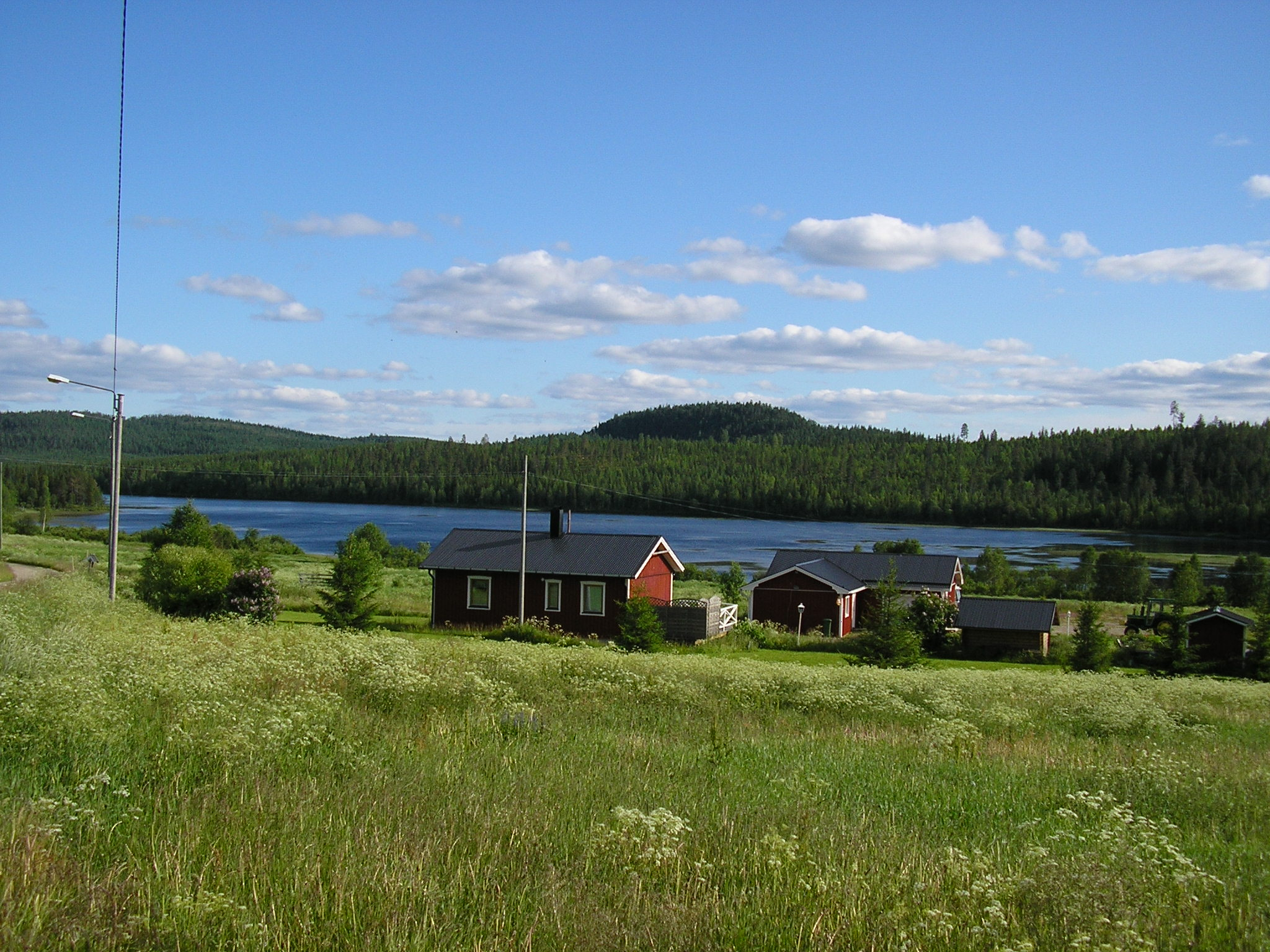
Ylinenjärvi

Ylinenjärvi är en mindre by i Övertorneå kommun. Byn är belägen invid sjön Ylinenjärvi, omkring 30 kilometer nordväst om centralorten Övertorneå och 5 kilometer norr om norra polcirkeln. Sjön är belägen 118 meter över havet.
Ylinen järvi betyder på svenska övre sjön. Nordväst om Ylinenjärvi finns sjön Ylinen Ylinenjärvi.